# Viale Beatrice d'Este
Viale Beatrice d'Este è una strada della circonvallazione dei bastioni di Milano: inizia in piazzale di Porta Lodovica e termina presso Porta Vigentina, proseguendo poi con la denominazione di viale Angelo Filippetti. È un viale alberato, che si collega nel suo proseguimento con viale Regina Margherita e viale Majno.
 Viale Beatrice d'Este nacque seguendo il tracciato delle Mura spagnole di Milano, per la gran parte demolite alla fine dell'Ottocento come conseguenza dell'attuazione del Piano Beruto del 1889.
La strada è intitolata alla principessa Beatrice d'Este, duchessa di Milano nel 1494 e moglie di Ludovico Sforza.

## Palazzi storici

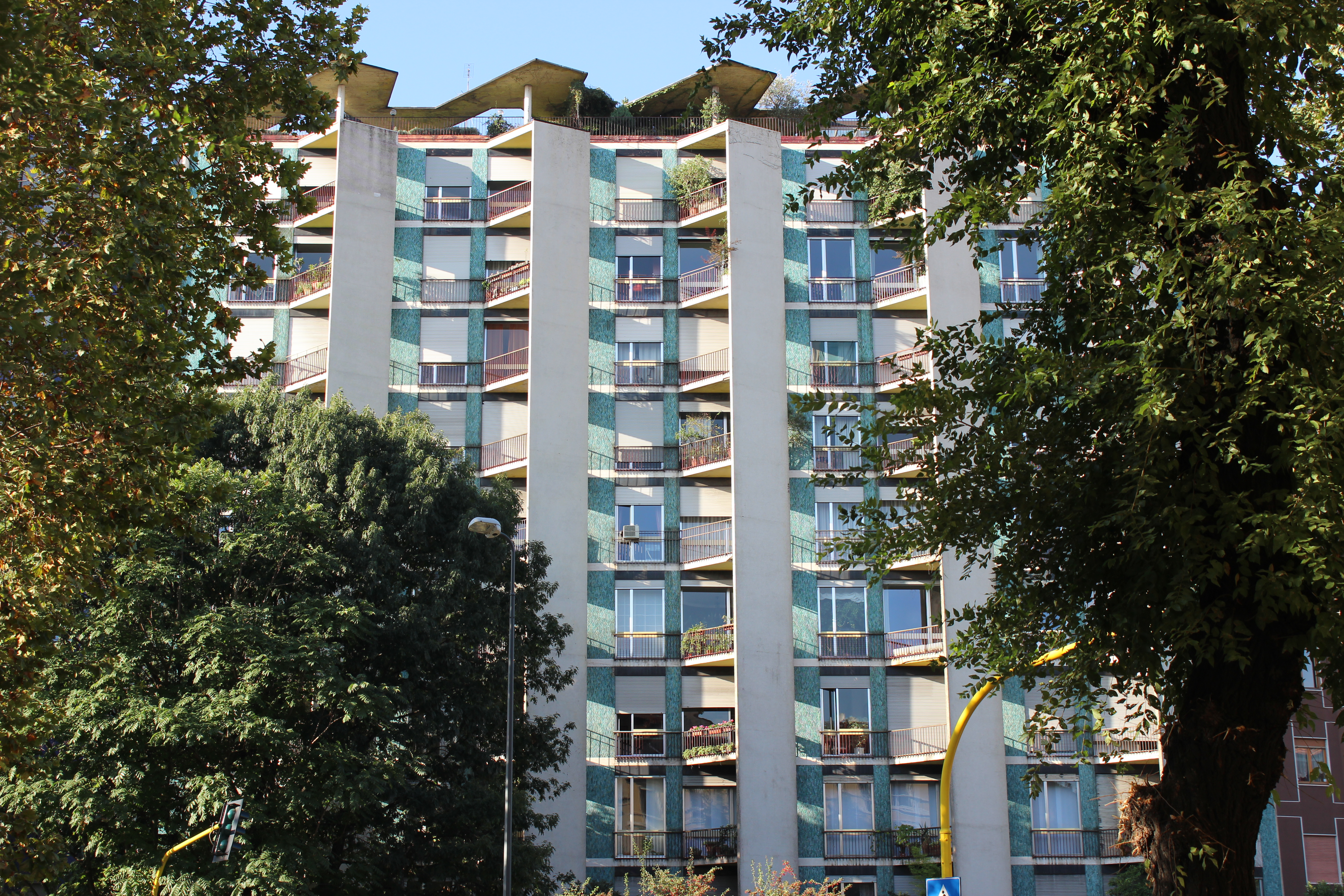
Edificio in viale Beatrice d'Este 16, costruito nel 1956-57 su progetto di Giordano Forti e Camillo Magni

L'architettura del viale vede una lunga passeggiata alberata sulla quale è possibile incontrare i resti delle mura spagnole, iniziate nel 1545, che si aprivano in corrispondenza delle porte principali della città, delimitando la cinta daziaria urbana.
Tra i palazzi di design italiano presenti nel viale:
- Palazzo d'Este, Gualtiero Galmanini e Piero Portaluppi, viale Beatrice d'Este 23 (1953-56)
- Palazzo Perogalli, Attilio Mariani, Carlo Perogalli, viale Beatrice d'Este 25/26 (1951-56)
- La Casa Astratta, Attilio Mariani, Carlo Perogalli, viale Beatrice d'Este 24 (1951-52)
- Palazzo Forti, Giordano Forti e Camillo Magni, viale Beatrice d'Este 16 (1956-57)
- Palazzo Keller, viale Beatrice d'Este 17.
- Casa Fiazza, Raul Gattermayer, Viale Beatrice d'Este 5 (1964)

## Trasporti
- Crocetta (a 500 metri da Viale Beatrice d'Este)